# Задушница
Задушница е ден за възпоменаване на душите на починалите, в християнството с панихида в чест на мъртвите.

## Провеждане
На тези дни близките на починалите посещават гроба, преливат го с вино, поставят цветя, палят свещи и кандила, прекадяват го с тамян и след това носят жито и в църква и на гробищата, раздават жито и храна за „Бог да прости мъртвите души“. Житото напомня за очакваното възкресение на тялото и душата след смъртта и има своите древни съответствия в различни религиозни традиции по цял свят.
Богослужението е с молитви за починалите. Службата е заупокойна, след която се прави обща панихида. Камбаната бие траурно, с отмерен удар. (Във всяко съботно богослужение има специални песнопения и канон за мъртвите.)
Обикновено[източник? (Поискан днес)] задушниците са 3 (Лазарова събота не е задушница) в църковния календар, винаги в събота – ден, който в църквата е определен за ден на покойните. Той по традиция се свързва с почитането на мъртвите и споменаването на паметта им, и тропарят на деня е „Со святими упокой Христе, души раба твоих...“ (гл. 3).

## Месопустна задушница
На Голямата Задушница в съботния ден срещу Неделя Месопустна (Месни заговезни, което е седмица преди началото на Великия пост, който от своя страна започва от понеделника след Сиропустната неделя) в България за помен по традиция се приготвя „коливо“ (варено, подсладено жито), хляб и вино, напоследък се прибавят дребни сладки и соленки. Поменът се прави на гроба, в църква или у дома. Чете се пространният молебен за упокоение на душите, който включва молитви, четения от Евангелието и апостолски текст. На гроба обичайно свещениците извършват парастас, който е по-кратък от панихидата. По време на неделната литургийна служба на Месни заговезни в Евангелското четене се споменава за Страшния съд.

## Архангеловска задушница
Задушницата в събота преди Архангеловден (Арахангеловска задушница) е „Велика задушница“. Тя напомня за грижите на божиите ангели за покойниците и е специално посветена и на загиналите воини, затова някъде се нарича и „Мъжка задушница“ (поради това, че войските са съставени основно от мъже).

## Черешова задушница
Задушница в събота преди празника Петдесетница (който е на 50-тия ден след Великден) се нарича Черешова задушница, защото обикновено се донасят за помен новоузрелите череши.
Споменават починалите, понеже в християнската религия изкуплението се простира над живи и умрели със силата на Светия Дух.

## Други помени
Освен тези задушници – определени дни за всички умрели, за починалите православни християни има поменаване в някои дни след смъртта им, с молитви и поръчване на литургия: на третия ден – заради възкръсналия в третия ден Спасител; на деветия ден – за Господ да удостои умрелия с блаженството на деветте ангелски чина (рангове/сборове); и най-вече – на четиридесетия ден, последен и най-важен от дните определени за молитва за новопредставилия се (според религиозните представи – по свидетелствата на Св. отци – на 40-ия ден се извършва частен/личен за нея съд над душата, определящ нейното състояние до окончателния Страшен съд).

## Католически помени
В Католическата църква мъртвите се възпоменават с ритуали на гробищата на 1 ноември – в деня на Вси светии. Този ден (на гръцки: Αγίων Πάντων, Agiōn Pantōn), в Православната църква се празнува в първата неделя на Петдесетница и не е свързан със споменаване на мъртвите. Донякъде сходно католическо честване е и т.нар. Ден на мъртвите.
- Поминовение усопших
- Църковен календар Архив на оригинала от 2017-09-05 в Wayback Machine.